# Parkinsonia (ammoniet)
Parkinsonia is een uitgestorven geslacht ammoniet uit het Jura, dat leefde in de ondiepe zeeën ten noorden van de Tethysoceaan.
Het geslacht werd voor het eerst beschreven in 1821 door de Britse bioloog James Sowerby. De schelp van de soort Parkinsonia parkinsoni kon een diameter van 13 centimeter bereiken. Bekende vindplaatsen van fossielen van Parkinsonia zijn in de Schwäbische Alb, de Normandische kust rond Bayeux in Frankrijk, het zuiden van Engeland, Polen, Schotland en Oekraïne.